# 대포밥
대포밥(cannon fodder)이란 전투원들을 정부 혹은 군사령부 측에서 적의 포화 앞에 내던져 소모할 수 있는 것으로 여긴다는 뜻의 멸칭이다. 주로 전략목표를 달성하기 위해 전술적 차원에서는 가망이 없는 자살적 작전을 상부에서 강요하는 상황을 가리킨다. 
대포밥이라는 표현은 1814년에 프랑수아르네 드 샤토브리앙 자작이 발표한 반(反)나폴레옹 친 왕당파 소책자에서 처음 등장했다. 여기서 샤토브리앙은 나폴레옹 치하에서 군공을 세워 출세할 수 있으리라 믿는 군인들을 대포밥 신세일 뿐이라고 냉소했다.